# Harpactira tigrina
Harpactira tigrina är en spindelart som beskrevs av Anton Ausserer 1875. Harpactira tigrina ingår i släktet Harpactira och familjen fågelspindlar. Inga underarter finns listade i Catalogue of Life.